# Barbie - Life in the Dreamhouse
Barbie - Life in the Dreamhouse, è una webserie in CGI del 2012, prodotta da Arc Productions, Mattel e Resnick Interactive Group è stata distribuita negli USA sul sito ufficiale Play Barbie, mentre in Italia sul canale Boomerang.
Ha come protagonista la celebre bambola Barbie e i suoi amici (per la prima volta rappresentati come vere bambole), con i quali vivrà divertenti quanto imbarazzanti avventure.

## Trama
La serie è ambientata a Malibu. La protagonista è Barbie Roberts, abbreviativo di Barbara Millicent Roberts, una bambola che adora la moda, con un carattere dolce e disponibile ed è conosciuta in tutto il mondo perché non abbandona mai il suo senso del fashion ed è sempre pronta ad aiutare il prossimo. Non viene mai rivelata la sua età. Ha tre sorelline: Skipper, amante della tecnologia, Stacie, amante dello sport e Chelsea, amante dei peluches. Vivono tutte nella Casa dei Sogni. Ha un ragazzo di nome Ken, il quale cerca sempre di sistemare ogni problema della protagonista.
Quest'ultimo ha un antagonista che punta al cuore di Barbie, Ryan, ragazzo vanitoso e fratello gemello di Raquelle, l'antagonista di Barbie, che è molto gelosa di lei e fa di tutto per rubarle la scena anche se in fondo la ammira molto.
Le sue amiche del cuore sono Nikki, Teresa, Midge, Summer e Grace.

## Lista episodi
| nº | Titolo italiano                             |
| -- | ------------------------------------------- |
| 1  | Un armadio da sogno                         |
| 2  | Buon Compleanno, Chelsea                    |
| 3  | Un lavoro da veri uomini!                   |
| 4  | Una dolce scommessa                         |
| 5  | I supercapelli di Ken                       |
| 6  | Questione di look                           |
| 7  | Una giornata al mare                        |
| 8  | Ognuno ha i suoi gusti                      |
| 9  | All'orso, all'orso!                         |
| 10 | Il nuovo look che fa tendenza               |
| 11 | Che fatica imparare a guidare!              |
| 12 | Come si gira un video musicale              |
| 13 | Il compleanno di Barbie                     |
| 14 | A ciascuna la sua boutique                  |
| 15 | Lo speciale di fine stagione                |
| 16 | Un armadio super tecnologico                |
| 17 | La caccia al tesoro                         |
| 18 | Il rimpicciolitore                          |
| 19 | Un mare di cuccioli                         |
| 20 | L'armadio traboccante                       |
| 21 | Un nuovo animale domestico                  |
| 22 | La crisi dei brillantini (prima parte)      |
| 23 | La crisi dei brillantini (seconda parte)    |
| 24 | Il giorno di San Valentino                  |
| 25 | Una modella monella                         |
| 26 | Cercasi commessa                            |
| 27 | Un pigiama party da paura                   |
| 28 | Benvenuta nel presente, Midge!              |
| 29 | Ken trova un lavoro                         |
| 30 | L'orso scout                                |
| 31 | Il Barbie-quiz                              |
| 32 | Inarrestabile Summer                        |
| 33 | Una limonata per tutti                      |
| 34 | Un'altra giornata al mare                   |
| 35 | Il giorno del bagnetto                      |
| 36 | Paura della pioggia                         |
| 37 | La tana di Ken                              |
| 38 | Un'auto fashion                             |
| 39 | Caos al centro commerciale                  |
| 40 | Il nuovo armadio                            |
| 41 | Barbie dottoressa                           |
| 42 | Bloccati in ascensore                       |
| 43 | L'unico modo per volare                     |
| 44 | Una perfetta festa in piscina               |
| 45 | Intrappolate nell'armadio                   |
| 46 | Squadra di esperti di stile (prima parte)   |
| 47 | Squadra di esperti di stile (seconda parte) |
| 48 | Il vestito malefico                         |
| 49 | Performance da cani                         |
| 50 | Sognare una piccola casa da sogno           |
| 51 | Raquelle sindaco                            |
| 52 | S.O.S sosia                                 |
| 53 | Ragazze contro Dolci                        |
| 54 | Popolarità in rete                          |
| 55 | Il giorno speciale per Barbie e Tawny       |
| 56 | Il salone di bellezza per animali           |
| 57 | Persi nell'armadio                          |
| 58 | Che freddo, Barbie! (prima parte)           |
| 59 | Che freddo, Barbie! (seconda parte)         |
| 60 | Barbie express                              |
| 61 | Nuovo arrivo in città                       |
| 62 | Emporio scientifico di Malibu               |
| 63 | Un'anteprima ad ostacoli                    |
| 64 | Cuccioli in gita                            |
| 65 | Istruzione per gli animali                  |
| 66 | La scommessa                                |
| 67 | Cugini sfacciati                            |
| 68 | Sola nella casa dei sogni                   |
| 69 | Con la testa fra le nuvole                  |
| 70 | Skipper al concerto                         |
| 71 | La giornata speciale delle sorelle          |
| 72 | L'invasione dei cloni (prima parte)         |
| 73 | L'invasione dei cloni (seconda parte)       |
| 74 | L'invasione dei cloni (terza parte)         |
| 75 | Un viaggio superfantastico                  |

### Bonus
| nº | Titolo italiano                                 |
| -- | ----------------------------------------------- |
| 1  | Ken e il roboto                                 |
| 2  | La posta dei Fan                                |
| 3  | Via la sabbia                                   |
| 4  | L'istituto di Barbie                            |
| 5  | Video Musicale di Barbie Life in the Dreamhouse |
| 6  | I più grandi successi di Ryan                   |
| 7  | Tutte meritano un Ken                           |

## Personaggi
- Barbara Millicent "Barbie" Roberts è la protagonista femminile. È innocente, disponibile, gentile e sempre benintenzionata. Vive in una grande villa rosa conosciuta come la DreamHouse o Casa dei Sogni. Il suo ragazzo è Ken. In inglese, è doppiata da Kate Higgins; in italiano da Emanuela Pacotto.
- Kenneth "Ken" Carson è il protagonista maschile. È un inventore, di conseguenza inventa spesso oggetti iper tecnologici per semplificare la vita a Barbie, i quali funzionano spesso male. È il fidanzato di lunga data di Barbie. È doppiato da Sean Hawkinson; in italiano da Massimo Di Benedetto.
- Raquelle sorella di Ryan, è la rivale di Barbie, sempre pronta a cercare di oscurare la bambola bionda, nonostante la ammiri profondamente. Raquelle ha una cotta per Ken. In inglese è interpretata da Haviland Stillwell; in italiano da Loretta di Pisa.
- Teresa è una delle migliori amiche di Barbie, simpatica e loquace. È bravissima a preparare i cupcakes. È doppiata da Katie Crown, in italiano da Valentina Pallavicino.
- Nikki  è una ragazza afro-americana. Mal sopporta Raquelle, ha un blog di moda e adora la fotografia. Doppiata in inglese da Nakia Burrise; in italiano da Alessandra Karpoff.
- Skipper Roberts È la sorella minore di Barbie ha 16 anni ed è fissata con la tecnologia. Non è molto brava a svolgere lavori ma grazie a Barbie andrà a lavorare nella boutique di essa. È in rivalità con Nikki. In inglese è doppiata da Paula Rhodes; in italiano da Silvia Villa.
- Stacie Roberts L'altra sorella di Barbie ha 11 anni e ama gli sport. In inglese è doppiata da Paula Rhodes; in italiano da Gea Riva.
- Chelsea Roberts È la sorella più piccola ha 6 anni ed è fissata con i peluches. In inglese è doppiata da Laura Gerow; in italiano da Sabrina Bonfitto.
- Ryan è il fratello gemello di Raquelle e ha una cotta per Barbie. È un musicista in difficoltà e spesso scrive canzoni per Barbie per impressionarla. È amico-nemico di Ken e ne è rivale per gli affetti di Barbie. Il suo doppiatore è Charlie Bodin; in italiano da Gabriele Marchingiglio.
- Midge Hadley è la migliore amica di Barbie dai tempi in cui entrambe abitavano a Willows, Wisconsin. Adora fare shopping e ricamare. Midge è doppiata da Ashlyn Selich; in italiano da Jenny de Cesarei.
- Summer è amica di lunga data di Barbie, ed è una ragazza divertente ed energica che ama lo sport. In inglese, è doppiata da Tara Sands; in italiano da Francesca Tretto.
- Grace nuova a Malibù, è particolarmente sveglia e lavora in campo scientifico.
- Armadio un supercomputer che gestisce l'imponente mole di vestiti, trucchi e accessori della Dreamhouse. Ha due differenti personalità: gentile e severo. Lo si può cambiare attraverso un pulsante che non viene mai disinstallato, nonostante le continue promesse di Ken. Doppiato in inglese da Todd Resnick; in italiano da Luca Sandri.

## Distribuzione
Pubblicata gratuitamente sul sito Play Barbie, è stata poi rilasciata su You Tube. Oggi è disponibile anche su Netflix.
La direzione del doppiaggio e i dialoghi italiani sono a cura di Luca Sandri, per conto della SDI Media Italia Milano.

## Altri media
La webserie ha avuto successivamente una serie spin-off dal titolo Barbie Dreamtopia nel 2016 e un reboot dal titolo Barbie Dreamhouse Adventures nel 2017.